# The 100 (phim truyền hình)
The 100 (100 người sống sót) là bộ phim Mỹ lấy bối cành hậu tận thế, được phát sóng lần đầu trên kênh CW vào ngày 19/3/2014. Bộ phim được đạo diễn bởi Jason Rothenberg, dựa trên bộ truyện cùng tên của Kass Morgan.
Nội dung chủ yếu nói về Clarke, Bellamy, Octavia, Jasper, Monty, Raven, Finn và Wells, những người đầu tiên đặt chân xuống Trái Đất sau thảm họa; đồng thời tập trung vào Abby, Marcus, thành viên Hội đồng trên "The Ark" và Thelonious, Cơ trưởng. 

## Cốt truyện
Chín mươi bảy năm sau khi ngày tận thế hạt nhân tàn khốc xóa sổ gần như toàn bộ sự sống trên Trái đất, hàng nghìn người hiện đang sống trong một trạm vũ trụ quay quanh Trái đất, mà họ gọi là Ark. Ba thế hệ đã được sinh ra trong không gian, nhưng khi các hệ thống hỗ trợ sự sống trên Ark bắt đầu hỏng hóc, một trăm trẻ vị thành niên bị giam giữ được gửi đến Trái đất trong nỗ lực cuối cùng để xác định xem nó có thể sinh sống được hay không hoặc ít nhất là tiết kiệm tài nguyên cho những cư dân còn lại của Ark. Họ phát hiện ra rằng một số người sống sót sau ngày tận thế: the Grounders, những người sống trong các gia tộc bị nhốt trong một cuộc tranh giành quyền lực; Reapers, một nhóm người mặt đất khác đã bị Mountain Men biến thành kẻ ăn thịt người; và Mountain Men, những người sống ở Mount Weather, là hậu duệ của những người đã tự nhốt mình trước ngày tận thế. Dưới sự lãnh đạo của Bellamy và Clarke, những con non cố gắng sống sót trong điều kiện bề mặt khắc nghiệt, chiến đấu với những kẻ thù địch và thiết lập liên lạc với Ark.
Trong phần thứ hai, 48 người bị giam giữ còn lại bị Mountain Men bắt và đưa đến Mount Weather. Những người đàn ông trên núi đang truyền máu từ những người bị giam cầm trên mặt đất như một phương pháp điều trị chống phóng xạ vì cơ thể họ chưa thích nghi để đối phó với lượng phóng xạ còn lại trên Trái đất. Các xét nghiệm y tế của bốn mươi tám người cho thấy tủy xương của họ sẽ cho phép Mountain Men tồn tại bên ngoài ngăn chặn, vì vậy Mountain Men bắt đầu lấy tủy xương của những người trẻ tuổi. Trong khi đó, các cư dân của Ark đã hạ cánh xuống các trạm khác nhau trên Trái đất và bắt đầu liên minh với những người dưới mặt đất để cứu cả người dân của họ, đặt tên cho khu định cư chính tại Trạm Alpha là "Trại Jaha". Mùa phim kết thúc với cuộc thảm sát của Mountain Men để cứu các tù nhân. Trong thời gian này, cựu Thủ tướng Jaha dẫn đầu một nhóm tìm kiếm "Thành phố Ánh sáng" trong truyện truyền thuyết. Jaha phát hiện ra một trí thông minh nhân tạo tên là A.L.I.E. trong khi John Murphy tìm thấy một đoạn video đáng báo động ngụ ý về mối liên hệ giữa AI và sự hủy diệt của thế giới.
Trong mùa thứ ba, Alpha Station đổi tên thành Arkadia, dưới sự quản lý mới khi Pike, một giáo viên cũ và là người cố vấn trên Ark, được bầu làm thủ lĩnh và bắt đầu cuộc chiến với những người dưới đất. Pike giết một đồn điền của các chiến binh mặt đất trong khi họ ngủ, điều này càng làm tổn hại đến mối quan hệ vốn đã mong manh của họ với những người tiếp đất. Hơn nữa, thủ lĩnh Lexa của mặt đất đã bị giết bởi người cố vấn của cô ấy trong một vụ ám sát thất bại nhằm vào Clarke. A.L.I.E. - người được chỉ huy để làm cho cuộc sống tốt đẹp hơn cho nhân loại - được tiết lộ là đã phản ứng bằng cách giải quyết vấn đề dân số quá đông của con người bằng cách phát động ngày tận thế hạt nhân tàn phá Trái đất, và bắt đầu sử dụng chip máy tính nuốt được để kiểm soát tâm trí của mọi người A.L.I.E cuối cùng bị tiêu diệt bởi Clarke, nhưng không phải trước khi cảnh báo về một thảm họa tận thế sắp xảy ra.
Trong mùa thứ tư, hàng trăm lò phản ứng hạt nhân trên khắp thế giới đang tan chảy do bị lãng quên trong nhiều thập kỷ, dẫn đến phần lớn hành tinh trở nên không thể ở được. Clarke và những người khác tìm cách sống sót sau làn sóng phóng xạ sắp tới. Khi phát hiện ra rằng những người dưới đất có máu đen - được gọi là Nightbloods - có thể chuyển hóa bức xạ, Clarke và những người khác cố gắng tạo lại công thức, nhưng không kiểm tra được. Một boongke cũ được phát hiện có thể bảo vệ 1.200 người trong hơn 5 năm khỏi ngày tận thế mới; mỗi gia tộc trong số mười hai gia tộc chọn một trăm người để ở trong boongke. Một nhóm nhỏ quyết định quay trở lại không gian và cố gắng sống sót trong những tàn tích còn lại của Ark. Clarke, lúc này là một Nightblood, vẫn ở lại bề mặt Trái đất một mình.
Trong phần thứ năm, sáu năm sau sự cố tan chảy của các lò phản ứng hạt nhân, một con tàu vận chuyển tù nhân đến điểm xanh duy nhất còn sót lại trên Trái đất, nơi Clarke và Madi, một nhân viên mặt đất của Nightblood, người cũng sống sót sau làn sóng phóng xạ quét qua hành tinh. cuộc khủng hoảng, đã được sống. Những người sống sót trong không gian và trong boongke đã trở về mặt đất an toàn. Một cuộc đấu tranh cho Thung lũng Nông giữa các tù nhân và một gia tộc thống nhất mới, được gọi là Wonkru, bắt đầu, dẫn đến một trận chiến kết thúc với việc thung lũng bị phá hủy. Những người sống sót trốn thoát vào không gian và đi vào giấc ngủ lạnh trong khi họ chờ Trái đất phục hồi. Tuy nhiên, Monty phát hiện ra rằng Trái đất dường như sẽ không bao giờ phục hồi và trước khi chết vì tuổi già, con tàu của nhà tù đã lên đường tới một thế giới mới.
Trong mùa thứ sáu, sau 125 năm ngủ đông, Clarke, Bellamy và những người khác thức dậy và phát hiện ra rằng họ không còn quay quanh Trái đất nữa và đã được đưa đến một thế giới mới có thể sinh sống được, Alpha, còn được gọi là Sanctum. Sau khi hạ cánh xuống thế giới này, họ khám phá ra một xã hội mới, được lãnh đạo bởi các gia đình thống trị được gọi là Nguyên thủy. Họ cũng khám phá ra những mối nguy hiểm mới trong thế giới mới này, và một nhóm nổi dậy bí ẩn, được gọi là Children of Gabriel cũng như một Dị thường bí ẩn. Clarke trở thành nạn nhân của Primes và kết thúc trong một trận chiến với một kẻ để kiểm soát cơ thể của cô ấy, một cuộc chiến mà cuối cùng cô ấy thắng. Mùa giải kết thúc với cái chết của hầu hết các Primes, nhưng cũng với sự mất mát của Abby Griffin và Marcus Kane. Trong suốt mùa, Madi bị kiểm soát qua Flame AI bởi linh hồn của Dark Commander, một thủ lĩnh mặt đất độc ác đã cai trị khi Indra còn nhỏ. Để cứu Madi, Raven buộc phải phá hủy Flame, nhưng Dark Commander đã trốn thoát.
Phần thứ bảy tìm thấy những cư dân của Sanctum đang cố gắng tìm cách để chung sống hòa bình với nhau sau hậu quả của các sự kiện của phần trước trong khi chiến đấu với Tư lệnh bóng tối phục sinh. Cùng lúc đó, Clarke và những người khác xung đột với các Disciples bí ẩn, những con người đến từ thế giới khác, những người tin rằng Clarke nắm giữ chìa khóa để giành chiến thắng trong cuộc chiến cuối cùng đang diễn ra. Phần này cũng khám phá Sự bất thường bí ẩn được giới thiệu trong phần thứ sáu, hiện được xác định là một lỗ sâu liên kết sáu hành tinh, một trong số chúng là Trái đất tái sinh, với nhau. Sau khi biến mất và được cho là đã chết một thời gian, Bellamy quay trở lại nhưng chuyển đổi thành chính nghĩa Đệ tử. Chúng ta biết rằng anh ấy đã trải qua một trải nghiệm thay đổi cuộc đời khi mắc kẹt trong vùng núi lạnh giá và nguy hiểm. Sau khi quay trở lại và chuyển đổi mục đích của Đệ tử, điều này dẫn đến cái chết của anh ta dưới tay của Clarke. Vào cuối bộ truyện, Chỉ huy Bóng tối bị giết vĩnh viễn bởi Indra và nhân loại đạt được Siêu việt ngoài việc Clarke đã phạm tội giết người trong cuộc thử nghiệm. Họ phát hiện ra bài kiểm tra không phải là một cuộc chiến thực sự, mà là một con đường dẫn đến thế giới bên kia tràn ngập hòa bình. Clarke trở lại Trái đất, nơi những người bạn còn sống sót của cô và bạn trai mới của Octavia, Levitt chọn tham gia cùng cô để có một cuộc sống mới yên bình, mặc dù Madi đã chuyển kiếp.

## Diễn viên
- Eliza Taylor trong vai Clarke Griffin[a]
- Paige Turco trong vai Abigail "Abby" Griffin (seasons 1–6; guest season 7)[b]
- Thomas McDonell trong vai Finn Collins (seasons 1–2)[c]
- Eli Goree trong vai Wells Jaha (season 1; guest season 2)[d]
- Marie Avgeropoulos trong vai Octavia Blake
- Bob Morley trong vai Bellamy Blake[e]
- Kelly Hu trong vai Callie "Cece" Cartwig (season 1)[f]
- Christopher Larkin trong vai Monty Green (seasons 1–5; guest season 6)
- Devon Bostick trong vai Jasper Jordan (seasons 1–4)
- Isaiah Washington trong vai Thelonious Jaha (seasons 1–5)[g]
- Henry Ian Cusick trong vai Marcus Kane (seasons 1–6)[h]
- Lindsey Morgan trong vai Raven Reyes (seasons 2–7; recurring season 1)[2]
- Ricky Whittle trong vai Lincoln (seasons 2–3; recurring season 1)[2]
- Richard Harmon trong vai John Murphy (seasons 3–7; recurring seasons 1–2)[3]
- Zach McGowan trong vai Roan (season 4; recurring season 3; guest season 7)[i][4]
- Tasya Teles trong vai Echo / Ash (seasons 5–7; guest seasons 2–3; recurring season 4)[5]
- Shannon Kook trong vai Jordan Green (seasons 6–7; guest season 5)
- JR Bourne trong vai Russell Lightbourne / Malachi / Sheidheda (season 7; recurring season 6)[j]
- Chuku Modu trong vai Gabriel Santiago (season 7; recurring season 6)
- Shelby Flannery trong vai Hope Diyoza (season 7; guest season 6)

## Sản xuất
Sản xuất bao gồm ghi âm bài ADR cho bộ phim được thực hiện tại phòng thu Cherry Beach Sound.

## Phát sóng
Mùa công chiếu đầu tiên của The 100 được cấp phép độc quyền cho Netflix ở Canada. Ở Anh và Ireland, The 100 công chiếu trên E4 vào ngày 07 Tháng 7, 2014. Tập đầu tiên đã thu hút được 1,39 triệu khán giả, làm cho nó trở thành tập giới thiệu lớn nhất của kênh. Mùa thứ hai công chiếu vào 06 tháng 1 năm 2015 và trung bình 1.118.000 người xem.] Ở New Zealand, chương trình được công chiếu trên TVNZ trên dịch vụ theo yêu cầu streaming video vào ngày 21 tháng 3, năm 2014. Ở Úc, The 100 dự kiến ban đầu chiếu trên kênh Go!, nhưng sau đó lại được chiếu trên Fox8 vào ngày 04 tháng 9 năm 2014. Mùa thứ hai công chiếu vào ngày 08 tháng 1, năm 2015.

## Khán giả
Ước tính có khoảng 2,7 triệu khán giả Mỹ theo dõi buổi ra mắt series, mà nhận được  rating 0,9 ở lứa tuổi 18-49. Nó được coi là chương trình được xem nhiều nhất trong của nó thời gian giữa mùa trên The CW từ năm 2010 cùng series Life Unexpected. Trên Rotten Tomatoes, mùa đầu tiên của chương trình đã được chứng nhận "tươi", với 72% người nhận xét chuyên môn xem xét nó tích cực, với sự đồng thuận của "Mặc dù bị chìm ngập trong với những khuôn mẫu, không khí hồi hộp giúp làm cho the 100 trở thành một trong những "thú vui tội lỗi" hiếm có." Trên Metacritic, điểm mùa đầu tiên là 63 trong số 100 điểm, cho thấy "ý nói chung là thuận lợi." Mùa thứ hai đã được đáp ứng với đánh giá thuận lợi hơn, cầm một đánh giá của 100% trên Rotten Tomatoes. Trong một đánh giá của tập cuối mùa 2, Kyle Fowle của AV Câu lạc bộ cho biết, "Rất ít chương trình quản lý để thực sự thử thách ranh giới của sự thỏa hiệp về đạo đức trong một cách mà cảm thấy khó khăn một cách hợp pháp. Breaking Bad đã làm như vậy. The Sopranos đã làm như thế. Game Of Thrones đã thực hiện nó. Những chương trình không bao giờ trở lại xuống từ quan điiẻm triết học "tăm tối" của thế giới của họ, từ chối cung cấp một kết thúc gọn gàng, hạnh phúc nếu không cảm thấy đúng. Với "Blood Must Have Blood, Phần thứ hai," The 100 đã làm như vậy, trình bày một đêm kết thúc mà không né tránh từ các mặt đạo đức cổ phần phức tạp nó đã dành một mùa toàn xây dựng ". [4] Maureen Ryan của The Huffington Post trong một đánh giá tích cực đã viết," Tôi có thể nói với sự đảm bảo rằng tôi hiếm khi nhìn thấy một chương trình chứng minh các loại nhất quán và sự cống hiến của "The 100" đã thể hiện trong hai mùa  đầu tiên của mình. Đây là một chương trình về sự lựa chọn đạo đức và những hậu quả của những sự lựa chọn, và nó trung thành với những ý tưởng từ ngày 1."
Brian Lowry của The Boston Globe cho biết, "Chúng tôi bị cuốn hút sâu sắc về ý tưởng Apocalypse TV, như nền văn hóa của chúng ta kết thúc trong những khả năng khác nhau của tương lai. Điều đó vẫn không có lý do để nhân bản nguồn liệu, cũng không phải là một lý do để cung cấp những nhân vật có ít hơn các khuôn mẫu." Allison Keene của The Hollywood Reporter đã đưa ra một đánh giá tiêu cực đến chương trình, và viết "Bộ phim khoa học viễn tưởng trình bày tầm nhìn cuối cùng của CW cho nhân loại:. có một Trái Đất dân cư chỉ toàn thanh thiếu niên hấp dẫn, khi cha mẹ bị rời ra trong không gian"
Kelly Tây Cinema Blend đã đánh giá tích cực hơn trong khi lưu ý, "Chương trình mới đầy hồi hộp của CW thật đáng để giứ. The 100 của CW tìm cách khám phá khái niệm đó và nhiều hơn với một loạt đó là về sự cân bằng người lớn và người trẻ tuổi, sự cân bằng của các yếu tố sci-fi, phiêu lưu và kinh dị. Phải mất một chút thời gian cho bộ phim khời đọng, nhưng khi 100 bắt đầu nhấn sải chân của nó, một bộ phim độc đáo và hấp dẫn bắt đầu xuất hiện."
IGN cũng đã cho thấy sự đánh giá tích cực hơn. Biên tập IGN Eric Goldman viết, "Vượt qua hầu hết nỗi đau đầu của nó khá nhanh chóng, 100 là một chương trình rất mạnh mẽ vào cuối mùa đầu tiên của mình. Nhưng Season 2 nâng chương trình lên một cấp độ mới, như chương trình trở thành một trong những thú vị nhất và táo bạo nhất trên truyền hình những ngày này." Maureen Ryan of Variety đánh giá đây là một trong những chương trình tốt nhất của năm 2015.

### Ratings
| Mùa | Giờ chiếu (ET)                           | Tập | Phát sóng tập đầu | Phát sóng tập đầu    | Phát sóng tập cuối | Phát sóng tập cuối   | Mùa TV  | Xếp hạng | Số người xem trung bình | Ratings trung bình 18-49 |
| Mùa | Giờ chiếu (ET)                           | Tập | Ngày              | Sô người xem (triệu) | Ngày               | Sô người xem (triệu) | Mùa TV  | Xếp hạng | Số người xem trung bình | Ratings trung bình 18-49 |
| --- | ---------------------------------------- | --- | ----------------- | -------------------- | ------------------ | -------------------- | ------- | -------- | ----------------------- | ------------------------ |
| 1   | Thứ 4 9:00 pm                            | 13  | 19/03/14          | 2.73                 | 11/06/14           | 1.68                 | 2013–14 | 150      | 2.59                    | 1.1                      |
| 2   | Thứ 4 9:00 pm                            | 16  | 22/10/14          | 1.54                 | 11/03/15           | 1.34                 | 2014–15 | 157      | 2.46                    | 0.9                      |
| 3   | Thứ 5 9:00 pm                            | 16  | 21/01/16          | 1.88                 | 19/05/16           | 1.31                 | 2015–16 | 165      | 1.94                    | 0.7                      |
| 4   | Thứ 4 9:00 pm                            | 13  | 01/02/17          | 1.21                 | 24/05/17           | 0.91                 | 2016–17 | 158      | 1.47                    | N/A                      |
| 5   | Thứ 3 9:00 pm (1–8) Thứ 3 8:00 pm (9–13) | 13  | 24/04/18          | 1.43                 | 07/08/18           | 0.99                 | 2017–18 | 182      | 1.61                    | 0.5                      |
| 6   | Thứ 3 9:00 pm                            | 13  | 30/04/19          | 0.86                 | 06/08/19           | 0.59                 | 2018–19 | 165      | 1.30                    | 0.4                      |
| 7   | Thứ 4 8:00 pm                            | 16  | 20/05/20          | 0.80                 | 30/09/20           | 0.61                 | 2019-20 | TBD      | 0.63                    | 0.16                     |

### Danh sách giải thưởng đề cử
| Năm  | Giaỉ thưởng                      | Danh mục                                                                     | Ứng cử viên    | Kết quả        | Nguồn |
| ---- | -------------------------------- | ---------------------------------------------------------------------------- | -------------- | -------------- | ----- |
| 2014 | Primetime Emmy Award             |                                                                              | [ 14 ]         |                |       |
| 2014 | Joey Award                       | Young Actor in a TV Series Drama or Comedy, Guest Starring or Principal Role | Spencer Drever | [ 15 ]         |       |
| 2015 | Golden Reel Award                | Best Sound Editing – Sound Effects and Foley in Short Form Television        | [ 16 ]         |                |       |
| 2015 | Saturn Award                     | Best Youth-Orientated Series                                                 | The 100        | [ 17 ]         |       |
| 2015 | Joey Award                       | Best Actor in a TV Comedy or Action Featured Role                            | Liam O'Neill   | [ 18 ]         |       |
| 2015 | MTV Fandom Award                 | Ship of the Year                                                             | [ 19 ]         |                |       |
| 2015 | E! Online Best. Ever. TV. Awards |                                                                              |                |                |       |
| 2015 | Best Guest Star                  | Alycia Debnam-Carey                                                          | [ 20 ]         |                |       |
| 2015 | Best Kiss                        | Eliza Taylor Alycia Debnam-Carey                                             | [ 20 ]         |                |       |
| 2015 | Best Fight                       | Eliza Taylor Dichen Lachman                                                  | [ 20 ]         | Nor !Runner-up |       |
| 2015 | Most Underrated Show             | The 100                                                                      | [ 20 ]         | Nor !Runner-up |       |
| 2015 | Best Binge-Watch                 | The 100                                                                      | [ 20 ]         | Nor !Runner-up |       |
| 2015 | Best Cast on Social Media        | The 100                                                                      | [ 20 ]         | Nor !Runner-up |       |
| 2015 | Best Fandom                      | The 100                                                                      | [ 21 ]         |                |       |
| 2015 | Teen Choice Award                | Choice TV Show: Sci-Fi/Fantasy                                               | The 100        | [ 22 ]         |       |
| 2015 | Teen Choice Award                | Choice TV Actor: Sci-Fi/Fantasy                                              | Bob Morley     | [ 22 ]         |       |
| 2015 | Teen Choice Award                | Choice TV Actress: Sci-Fi/Fantasy                                            | Eliza Taylor   | [ 22 ]         |       |